# Rada Etyki Mediów
Rada Etyki Mediów – polska organizacja powstała 29 marca 1995 z inicjatywy Stowarzyszenia Dziennikarzy Polskich, na mocy Karty Etycznej Mediów, zajmująca się opiniowaniem zachowań dziennikarzy oraz innych spraw istotnych dla mediów i ludzi związanych zawodowo z mediami. Jej założeniem jest pilnowanie przestrzegania zasad etycznych przez media.

## Historia
Rada Etyki Mediów została utworzona w 1995 roku, gdy przedstawiciele stowarzyszeń i organizacji dziennikarskich, stacji radiowych i telewizyjnych utworzyli Konferencję Mediów Polskich. 29 marca 1995 roku w Domu Dziennikarza w Warszawie przy ul. Foksal odbyła się publiczna prezentacja Karty Etycznej Mediów. Pomiędzy 2011 a 2013 rokiem m.in. TVP i Polskie Radio wystąpiły z Konferencji. W 2013 roku Konferencja Mediów Polskich została zlikwidowana.
W roku 2015 utworzone zostało Stowarzyszenie Konferencja Mediów Polskich (SKMP), które zostało zarejestrowane w KRS. Jego statutowym zadaniem jest wybór i zapewnienie sprawnego działania Rady Etyki Mediów. Obecna Rada Etyki Mediów została powołana w 2015 roku przez Stowarzyszenie Konferencja Mediów Polskich utworzone z organizacji, które pozostały w Konferencji Mediów Polskich (w kształcie z 1995 roku). SDP ani oficjalnie reprezentujący media publiczne nie uczestniczą w jej pracach. Członkowie Rady są wybierani w głosowaniu tajnym większością bezwzględną obecnych prawidłowo zawiadomionych o wyborze Rady.
W czerwcu 2019 roku Stowarzyszenie Konferencja Mediów Polskich na walnym zebraniu członków wybrało Radę Etyki Mediów na ósmą kadencję w latach 2019–2022, a jej skład został poszerzony w związku z przystąpieniem do SKMP nowych podmiotów: stowarzyszenia Towarzystwo Dziennikarskie oraz Stowarzyszenia Dziennikarzy i Twórców Radia Publicznego.

## Interwencje Rady Etyki Mediów
W 2002 roku Rada Etyki Mediów (REM), wraz z organizacją Forum Młodych PiS, złożyła doniesienie do prokuratury w sprawie obrazy Jana Pawła II jako głowy państwa przez Jerzego Urbana w związku z publikacją w „Nie” artykułu „Obwoźne sado-maso”.
Rada Etyki Mediów negatywnie zaopiniowała zasadność nałożenia 22 marca 2006 roku półmilionowej kary na Telewizję Polsat za program Kuby Wojewódzkiego wyemitowany 26 lutego tego samego roku, w którym zaproszona Kazimiera Szczuka, kpiła (zdaniem wielu widzów skarżących się do Krajowej Rady Radiofonii i Telewizji) z niepełnosprawnej redaktorki Radia Maryja – Magdaleny Buczek.
Rada Etyki Mediów skrytykowała Radio Maryja za dopuszczanie do wygłaszania na antenie antysemickich poglądów. Była to reakcja na wypowiedź prof. Bogusława Wolniewicza z 31 stycznia 2009 roku podczas audycji nadawanej na żywo.
W lutym 2019 roku Rada uznała, że w ocenianych przez nią materiałach o Pawle Adamowiczu naruszono zasady Karty Etycznej Mediów. Do oświadczenia REM odniósł się krytycznie szef Telewizyjnej Agencji Informacyjnej Jarosław Olechowski.

## Skład Rady

### I kadencja
- Magdalena Bajer (przewodnicząca)
- Tomasz Goban-Klas
- Bolesław Michałek
- Krzysztof Piesiewicz
- Jerzy Turowicz
- Piotr Wojciechowski

### II kadencja
- Jerzy Turowicz (honorowy przewodniczący, zmarł 27 stycznia 1999)
- Magdalena Bajer (przewodnicząca)
- Michał Bogusławski (wiceprzewodniczący)
- Cezary Gawryś Więź (sekretarz)
- Tomasz Goban-Klas
- Józefa Hennelowa
- Tadeusz Kononiuk
- Jacek Kurczewski
- Maciej Łukaszewicz
- Piotr Wojciechowski

### III kadencja
- Magdalena Bajer (przewodnicząca)
- Michał Bogusławski (wiceprzewodniczący)
- Cezary Gawryś (sekretarz, do jesieni 2003)
- Józefa Hennelowa
- Tadeusz Kononiuk
- Jacek Kurczewski
- Maciej Łukasiewicz
- Rafał Wieczyński (sekretarz, od jesieni 2003)
- Piotr Wojciechowski
- Krzysztof Wolicki (powołany na członka Rady nie zdążył odebrać nominacji z powodu śmierci)
- Helena Kowalik-Ciemińska (powołana jesienią 2003)

### IV kadencja
10 marca 2004 wybrano członków IV kadencji Rady Etyki Mediów w składzie:
- Magdalena Bajer (przewodnicząca) – publicystka
- Tadeusz Fredro-Boniecki (wiceprzewodniczący) – dziennikarz, publicysta
- Maciej Iłowiecki (wiceprzewodniczący) – publicysta Telewizji Polsat
- Helena Kowalik-Ciemińska (sekretarz od jesieni 2005 roku) – publicystka
- Michał Bogusławski – były rektor Wyższej Szkoły Dziennikarskiej im. Melchiora Wańkowicza
- Mariusz Jeliński – Telewizja Polska
- Tadeusz Kononiuk – wykładowca na Uniwersytecie Warszawskim
- Ryszard Piekarowicz – Dział Zagraniczny PAP
- Anna Teresa Pietraszek – dokumentalistka i reżyser
- Rafał Wieczyński – producent filmowy

### V kadencja
Nominacje na członków Rady Etyki Mediów V kadencji zostały wręczone 14 listopada 2008 w siedzibie Stowarzyszenia Dziennikarzy Polskich:
- Magdalena Bajer (przewodnicząca) – publicystka
- Ryszard Bańkowicz
- Tomasz Bieszczad
- Teresa Bochwic (wiceprzewodnicząca)
- Michał Bogusławski – były rektor Wyższej Szkoły Dziennikarskiej im. Melchiora Wańkowicza
- Paweł Burdzy
- Maciej Iłowiecki (wiceprzewodniczący) – publicysta Telewizji Polsat
- Helena Kowalik-Ciemińska (sekretarz od jesieni 2005 roku) – publicystka
- Marek Łochwicki
- Roman Łuczkowski
- Barbara Markowska
- Marta Pionkowska
- Łukasz Turski

### VI kadencja
Konferencja Mediów Polskich 6 kwietnia 2011 wybrała Radę Etyki Mediów w składzie:
- Ludwik Arendt
- Magdalena Bajer (w dniu nominacji złożyła rezygnację[7])
- Ryszard Bańkowicz (przewodniczący)
- Maciej Iłowiecki (do 11 października 2011)
- Helena Kowalik-Ciemińska (wiceprzewodnicząca)
- Marek Łochwicki
- Barbara Markowska-Wójcik (sekretarz)
- Nina Nowakowska
- Marek Nowicki
- Anna Pawłowska
- Stanisław Pieniak
- Irena Piłatowska-Mądry (wiceprzewodnicząca)
- Marta Pionkowska

### VII kadencja
Konferencja Mediów Polskich 24 czerwca 2015 wybrała Radę Etyki Mediów w składzie:
- Ryszard Bańkowicz (przewodniczący)
- Krzysztof Bobiński (wiceprzewodniczący)
- Anna Borkowska
- Grażyna Hryniewska-Kalicka
- Helena Kowalik-Ciemińska (wiceprzewodnicząca)
- Barbara Markowska-Wójcik (sekretarz)
- Nina Nowakowska
- Marek Nowicki

### VIII kadencja
Rada Etyki Mediów w kadencji 2019–2022:
- Ryszard Bańkowicz – (przewodniczący)
- Helena Kowalik-Ciemińska – (wiceprzewodnicząca)
- Krzysztof Bobiński – (wiceprzewodniczący)
- Urszula Dembińska-Nowakowska – (sekretarz)
- Wojciech Dorosz
- Hanna Kordalska-Rosiek
- Andrzej Krajewski
- Barbara Markowska-Wójcik
- Krystyna Mokrosińska
- Nina Nowakowska
- Marek Nowicki
- Tomasz Obertyn
- Ernest Zozuń